# Wolf's Rain
Wolf's Rain (ウルフズ・レイン Urufuzu Rein?, Lluvia de lobos) es una serie de anime producida por BONES y Bandai Visual, emitida en Japón desde el 6 de enero del 2003 al 29 de julio del mismo año por Fuji TV. Duró una temporada completa de 26 episodios más cuatro episodios que se distribuyeron en DVD en Japón entre enero y febrero de 2004, completando la historia.
La serie fue escrita por Keiko Nobumoto, escritora y editora, que en paralelo publicó una versión manga de la historia. El diseño de personajes corrió a cargo de Toshihiro Kawamoto, mientras que la banda sonora y los efectos fueron compuestos por la artista Yōko Kanno; los tres muy reconocidos por haber desempeñado las mismas tareas en la popular serie Cowboy Bebop.
En Estados Unidos la serie fue transmitida por Adult Swim, y distribuida en DVD por Bandai. La serie, incluyendo los cuatro episodios lanzados en formato OVA, fueron licenciados por Locomotion para ser transmitidos en América Latina en 2005, pero debido a la compra de dicho canal por parte de Sony Pictures Entertainment, fueron estrenados por Animax a partir del 31 de julio de 2005 y retirada en noviembre del 2006. A inicios del 2007 se retransmitió nuevamente para ser retirada el 29 de abril de ese mismo año. En España el anime y los OVAs fueron emitidos en Buzz y en La Sexta, y también fueron licenciados en DVD por Selecta Visión. En el Norte de Europa se presentó por Rupture TV.

## Argumento
Wolf's Rain transcurre en un futuro post-apocalíptico, donde gran parte del mundo ha sido ecológicamente devastado y la mayoría de la gente vive en la pobreza, a excepción de unos pocos privilegiados conocidos como "nobles".
La leyenda escrita en el Libro de la Luna dice que los lobos son seres místicos que vinieron al mundo desde un lugar llamado Rakuen (Paraíso) al amanecer de los tiempos. También se dice que, en el futuro, los lobos encontrarían, con la ayuda de una misteriosa joven llamada La Dama de las Flores (un ser creado de la esencia de flores lunares), el camino de regreso al paraíso, y al hacerlo reiniciarían al mundo. Esta leyenda es difícil de creer para muchos, pues se cree que los lobos se extinguieron 200 años atrás. Pero la verdad es que los lobos se han hecho expertos en ocultarse dentro de la sociedad humana, aparentando forma humana, incluyendo las capacidades vocales, mientras siguen manteniendo su agilidad, sentidos lupinos y armas naturales. Esto parece poner la serie en el reino de la fantasía licántropa, pero es todo lo contrario, ya que la forma humana de los lobos es representada como un efecto mental.
Wolf's Rain es también mucho más comprensiva con los lobos que la mayoría de la ficción, mostrándolos claramente como los protagonistas y no solo eso, sino que les da a los lobos un carácter heroico e idealista, expresado en la frase de Kiba que dice: "Morir no tiene absolutamente nada de ilógico, lo ilógico sería vivir una vida sin metas".

## Personajes

### Personajes principales
La historia sigue a cuatro jóvenes lobos: Kiba, Tsume, Hige, y Toboe. Estos van en busca de La Flor Lunar que los conducirá al supuesto paraíso.
- Cheza

Seiyū: Arisa Ogasawara
La Chica Flor (versión española) o La Virgen de Las Flores (Latinoamérica) es un ser vivo sintetizado de la "Flor Lunar" por los nobles. Comparte un vínculo especial con los lobos, en especial con Kiba. Es perseguida constantemente por sus investigadores y al mismo tiempo creadores, también por Darcia. Ella es la clave para encontrar el Paraíso.
- Kiba "Colmillo"

Seiyū: Mamoru Miyano
Kiba es un lobo ártico, sigue sus instintos para llegar al Paraíso, donde solo los lobos pueden ir. Tiende a desconfiar de los humanos, y en el primer episodio es reacio a tomar forma humana, incluso en la ciudad. Cuando era joven, su manada fue asesinada cuando el bosque donde vivían fue quemado por las tropas de Jagara. Entonces, fue recogido por un Nativo quien le dijo que tenía un propósito y por eso el bosque había protegido su vida. Su "maestro" le dijo que debía iniciar un gran viaje, con el propósito de encontrar el paraíso. De esta manera, empieza su búsqueda del Paraíso con la esperanza de encontrar paz. Más tarde en la serie se revela que, de hecho, es el elegido, que está destinado a encontrar el Paraíso. Su final concuerda con el inicio del nuevo mundo.
- Tsume "Garra"

Seiyū: Kenta Miyake
Tsume es un lobo gris rudo y autosuficiente. En el pasado, fue parte de una manada de lobos. Un día su manada fue atacada por las tropas de Jagara y muchos de sus amigos fueron asesinados. Durante la pelea, Tsume intentó huir, abandonando a sus hermanos muertos y moribundos. Debido a esto, fue repudiado por el resto de la manada y el líder le dio una mordida tal, que le dejó una enorme cicatriz en forma de X en el pecho. Lleno de vergüenza, durante muchos años no se asoció con ningún otro lobo, y se hizo líder de una banda de humanos, con la cual robaban comida a los nobles. Sin embargo, finalmente conoce a Toboe, con quien al principio no se lleva bien. Pero, muy en lo profundo, siente simpatía y compasión por Toboe, debido a su pequeño tamaño y a su falta de instinto de supervivencia. Por ello, lo ampara (aunque él raramente lo demuestra) y trata de protegerlo por el resto de la serie. Toboe es el único que lo convence de ir con el resto del grupo al Paraíso. Inicialmente no cree las historias sobre el Paraíso, y solo acompaña a los demás porque desde hacía tiempo deseaba irse de la ciudad donde empieza la serie (que es donde el grupo protagonista se conoce). Aunque, finalmente empieza a creer.
- Hige "Bigotes"

Seiyū: Akio Suyama
Hige es un lobo mexicano. Parece saber cómo actuar perfectamente en la sociedad humana, incluso llevando un collar de perro en forma lupina (que muestra también en su forma humana) para parecer menos sospechoso, aunque el verdadero significado del collar es revelado más adelante en la serie. Tiende a usar su sentido común más que los demás, pero solo cuando no piensa con su estómago. Hige además se lleva muy bien con Blue después del encuentro de ésta con Cheza.
- Toboe "Aullido"

Seiyū: Hiroki Shimowada
Toboe es un lobo rojo y el más joven de los lobos del grupo, Toboe creció en la ciudad bajo el cuidado de una anciana dama (por lo que carece de sentido de supervivencia). Desafortunadamente, crece demasiado como para estar a su cuidado. Un día, mientras le traía su cena, Toboe se emocionó tanto que la tumbó al suelo y empezó a lamerle la cara. En el proceso, aplastó su pecho y la mató. En otra ocasión mató accidentalmente el pájaro mascota de una niña, de la que intentó hacerse amiga. Pese a ello, Toboe es el lobo más tímido y amable de la manada, habiendo creado un lazo particularmente fuerte con Tsume.

### Personajes secundarios
- Darcia

Seiyū: Takaya Kuroda
Tercera generación de la familia de Noble Darcia, de quienes se dice están malditos desde la desaparición de Darcia I en el Paraíso. Gracias a la maldición de su abuelo, Darcia posee un ojo de lobo, que además, le da la habilidad de hacer que las personas se desmayen y ver a los lobos en su forma verdadera. Quiere utilizar a Cheza para revivir de algún modo a su amada Hamona, que contrajo la "enfermedad del Paraíso" y cuya alma ha sido "tomada por el paraíso" causando que caiga en un estado de coma. Es el primer enemigo de la manada en la serie.
- Cher Degre

Seiyū: Kaho Kōda
Científica dedicada a estudiar a Cheza. Exesposa de Hubb, su divorcio fue ocasionado por el ascenso de Cher y su obsesión hacia Cheza. Parece fascinada por ella y desea entenderla y a su propósito. Cheza parece despertar su instinto maternal en el transcurso de la serie.
- Hubb Lebowski

Seiyū: Mitsuru Miyamoto
Policía detective, exmarido de Cher Degre. Sigue muy enamorado de ella y busca protegerla, a menudo preguntando medio en broma si todavía tienen una oportunidad de estar juntos. Al principio no cree en los lobos, pero después de un encuentro con Quent y la desaparición de Cher empieza a verlo todo claro.
- Blue

Seiyū: Mayumi Asano
Un mitad lobo-perro que fue la mascota de la familia Yaiden. Después de la destrucción de Kyrios y la mayoría de su familia, ella viaja con Quent para ayudarle a cazar lobos usando sus habilidades como medio-lobo para encontrarlos. Ella hubiese continuado haciendo esto si Cheza no le hubiera hecho entender que en realidad era un lobo en su interior (aunque solo en parte). De esta manera "despierta" esa parte de ella y le da la habilidad de asumir forma humana como los demás lobos. Inicialmente siente vergüenza de su herencia lupina y huye de Quent por miedo a que él sienta odio hacia ella. Sin embargo, finalmente acepta su identidad de lobo, tiene fuertes sentimientos hacia Hige, pues es el primero en aceptarla.
- Quent Yaiden

Seiyū: Unshou Ishizuka
Ex-sheriff de la ciudad de Kyrios. Un día vio como su casa se quemaba y a su esposa e hijo muertos junto a una manada de lobos, esto lo condujo al abandono y al odio hacia los lobos, el cual solo rivaliza con su constante deseo de beber licor. Vive una vida errante solo con la compañía de Blue quien lo ayuda en la persecución de los lobos.
- Lady Jagara

Seiyū: Atsuko Tanaka
Es una noble que como todos los demás Nobles codicia a Cheza y quiere usarla para abrir las puertas del paraíso e ir junto con Darcia ya que se encuentra enamorada de él, pero el corazón de Darcia pertenece a su hermana gemela Hamona. Está obsesionada con destruir a todos los lobos, menos al elegido, y tiene un escuadrón antilobos a su servicio.
- Lord Oakum

Uno de los Nobles, líder de la ciudad Congelada donde Cher y Hubb viven. Oakum había robado a Cheza de Darcia, para descubrir el verdadero propósito de la Chica Flor.
- Myu

Seiyū: Yūna Inamura
Es una misteriosa chica (un lince en realidad) que Kiba conoce cuando cree haber llegado al paraíso. "El mundo donde el tiempo se detuvo".

## Cambios en la adaptación del Manga
Los dos volúmenes del manga que se adaptaron del anime, incluyen algunos de los principales acontecimientos de la serie con pocos cambios, podrían considerarse tan mínimos que los lectores del manga podrían encontrarlo igual a la serie. Muchos de los eventos del anime no se producen en el manga, y algunos de los eventos del anime que se presentan en el manga son completamente diferentes en términos de diálogos, la secuencia cronológica, y los resultados finales.
En el manga, la mayoría de los personajes son similares en apariencia y personalidad a sus homólogos del anime, pero algunos personajes vistos en el anime no aparecen en el manga, incluidos los Nobles Lord Oakum y Lady Jagara.

## Lista de episodios
En el caso de los episodios, en que los títulos en japonés no son listados, el título original es mostrado en inglés. El primer título en inglés en cada caso es el único usado en la versión en inglés del DVD.
1. “City of Howls” o “Howling Street Corner” ("La Ciudad de los Aullidos")
2. “Toboe, Who Doesn't Howl”, “Toboe, Who Won't Cry” o “A Howl Doesn't Cry” (哭かないトオボエ) ("Un Aullido no Llora")
3. “Bad Fellow” ("Malas Compañías")
4. “Scars in the Wasteland” o “The Scars In The Wilderness” (荒野の傷跡) ("Cicatriz de la Selva")
5. “Fallen Wolves” (堕ちた狼) ("El Lobo Caído")
6. “The Successors” (受け継ぐもの) ("El Heredero")
7. “The Flower Maiden” o “Girl of the Flower” (花の少女) ("La Dama de las Flores")
8. “The Song of Sleep” o “Lullaby” (眠りの歌) ("La Canción del Sueño")
9. “Misgivings” o “Doubt” (疑惑) ("Desconfianza")
10. “Moon's Doom” ("La Perdición de la Luna")
11. “Vanishing Point” (消失点)("Punto de Fuga")
12. “Don't Make Me Blue” ("No me Deprimas")
13. “Men's Lament” (男たちの哀歌) ("El Lamento de los Hombres")
14. “The Fallen Keep” o “Castle of the Fallen” (没落の城) ("El Palacio de los Caídos")
15. “Grey Wolf” o “Ashen Wolf” (灰色狼) ("El Lobo Pálido")
16. “Dream Journey” (夢の旅路) ("El Sueño de un Viaje")
17. “Scent of a Flower, Blood of a Wolf” (花の香り、狼の血) ("El Aroma de las Flores y La Sangre de los Lobos")
18. “Men, Wolves, and the Book of the Moon” (人・狼・月の書) ("Hombres, Lobos y El Libro de La Luna")
19. “Dream of an Oasis” (オアシスの夢) ("Sueño de un Oasis")
20. “Consciously” ("Concientemente")
21. “Battle's Red Glare” o “Flares of the Battle” (戦いの狼煙) ("La Cólera de la Guerra")
22. “Pieces of a Shooting Star” o “Meteor Fragment” (流星の破片) ("Fragmentos de Estrella Fugaz")
23. “Heartbeat of the Black City” (黒い街の鼓動) ("Los Latidos de la Ciudad Negra")
24. “Scent of a Trap” (罠の匂い) ("Esencia de una Trampa")
25. “False Memories” o “Memory of a Mistake” (過ちの記憶) ("Memorias Falsas")
26. “Moonlight Crucible”, “Moonlight Power Plant” o “Moonlight Furnace” (月光炉) (Crisol de Luz de Luna)

## OVAs
Los OVAs son la continuación del episodio 26, conocidos como los capítulos 27, 28, 29 y 30.
1. “Where the Soul Goes” o “Soul's Whereabouts” (魂の行方) (El Paradero de un Alma Crucible)
2. “Gunshot of Remorse” o “Remorseful Gun-Sound” (悔恨の銃声) (Detonación de Remordimiento)
3. “High Tide, High Time” (Marea Alta, Periodo Culminante)
4. “Wolf's Rain, Wanderer” (La Última Lluvia del Lobo Vagabundo)

## Banda sonora
Creada y compuesta por la compositora Yōko Kanno:

### Opening
1. "Stray" (Vagabundo) interpretado por Steve Conte.

### Ending
1. "Gravity" (Gravedad) interpretado por Maaya Sakamoto.

### Wolf's Rain Original Soundtrack
1. Stray (feat. Steve Conte)
2. Rakuen
3. Coração Selvagem (feat. Joyce)
4. Renga
5. Pilgrim Snow
6. Leaving on Red Hill
7. Shiro
8. Dogs and Angels
9. Strangers (feat. Raj Ramayya)
10. Sleeping Wolves
11. Tip Toe Waltz
12. My Little Flower
13. Could You Bite the Hand? (feat. Steve Conte)
14. Valse de la Lune (feat. Ilaria Graziano)
15. Hot Dog Wolf
16. Silver River
17. Sold Your Soul
18. Visions of a Flame
19. Run, Wolf Warrior, Run
20. Gravity (feat. Maaya Sakamoto)
21. Paradiso

### Wolf's Rain Original Soundtrack 2
1. Heaven's Not Enough (feat. Steve Conte)
2. Shiro, Long Tail's
3. Cycle (feat. Gabriela Robin)
4. Beyond Me
5. Mouth on Fire
6. Hounds
7. Rain of Blossoms
8. Separeted
9. Escape
10. Face On
11. Tsume's Sand
12. Flying to You (feat. Ilaria Graziano)
13. Night Owl
14. Forest of Death
15. Indiana
16. Amore Amaro (feat. Franco Sansalone)
17. Friends
18. Tell Me What the Rain Knows (feat. Maaya Sakamoto)
19. Float
20. Tance
21. Sad Moon
22. Cloud 9 (feat. Maaya Sakamoto)
23. Go to Rakuen